# Конрадсхёэ
Конрадсхёэ (нем. Konradshöhe, дословно: «Конрадская высота») — район в берлинском административном округе Райниккендорф, расположенный между Хафелем и Тегельским озером.

## История
Поселение Конрадсхёэ возникло в 1865 году, когда Теодор Роман купил небольшой земельный участок у Тегельского озера и назвал его в честь своего старшего сына Конрада. Со временем на участке возникло множество вилл, окружённых зелёными насаждениями и водоёмами. Перед включением Конрадсхёэ в Берлин он был частью сельского поселения Хайлигензе-на-Хафеле. В 1920 году в ходе создания «Большого Берлина» Хайлигензе вместе с окружающими территориями был включён в состав нового округа Райниккендорф.

## Галерея
| - Колонии Конрадсхёэ, Тегельорт, Йёрсфельде (карта, 1905) - Конрадсхёэ и окрестности (современная карта) - Церковь Иисуса Христа - Здание школы на Луизенштрассе |